# 2NE1
A 2NE1 (hangul: 투애니원) egy 2009-ben alakult négy tagból álló dél-koreai lányegyüttes, akiket a Big Bang női megfelelőjének tartanak. Az együttes nevének kiejtése twenty one vagy to anyone, a név maga pedig a „21. század” (twenty-first century) és az „új evolúció” (new evolution) angol szavakból született. A négy tag: CL, Minzy, Dara és Bom.
Először a Lollipop elnevezésű reklámkampányban jelentek meg a Big Banggel közreműködve. Debütáló kislemezük, a Fire 2009. május 6-án jelent meg. Két középlemezt (2NE1, 2NE1) és kettő stúdióalbumot (To Anyone, Crush) valamint egy japán nyelvű albumot (Collection) adtak ki. Első középlemezükről jelent meg az I Don’t Care című sláger, amely a 2009-es Mnet Asian Music Awards elnyerte az Év dala díját. Az ezt követő dalok, mint a Go Away, a Lonely és az I Am The Best hasonlóan sikeresek voltak, utóbbi 2011-ben az Év dala lett. Ugyanakkor az MTV Iggy A világ legjobb új együttese díját is elnyerték.
Az együttes 2011 szeptemberében mutatkozott be Japánban a NOLZA című minialbummal, amelyen a 2nd Mini Album újradolgozott dalai kaptak helyet. 2012-ben megjelent Collection című nagylemezük, mellyel szintén a szigetországot célozták meg.
Minzy 2016. április 5-én kilépett az együttesből. 2016 novemberében bejelentették az együttes feloszlását. 2024-ben a YG Entertainment bejelentette, hogy megalakulásuk 15. évfordulója alkalmából az együttes világkörüli turnéra indul.

## Az együttes tagjai
| Színpadi név | Színpadi név | Születési név               | Születési név | Pozíció            | Születés dátuma (életkor)    |
| Átírva       | Eredeti      | Átírva                      | Eredeti       | Pozíció            | Születés dátuma (életkor)    |
| ------------ | ------------ | --------------------------- | ------------- | ------------------ | ---------------------------- |
| CL           | 씨엘         | I Csherin (Lee Chae-rin)    | 이채린        | Vezető, vokál, rap | 1991. február 26. (34 éves)  |
| Bom          | 봄           | Pak Pom (Park Bom)          | 박봄          | Vokál              | 1984. március 24. (41 éves)  |
| Dara         | 다라         | Pak Szandara (Park Sandara) | 박산다라      | Vokál              | 1984. november 12. (40 éves) |
| Minzy        | 민지         | Kong Mindzsi (Kong Min-ji)  | 공민지        | Vokál, rap         | 1994. január 18. (31 éves)   |

## Diszkográfia

### Koreai lemezek
Stúdióalbumok
- 2010: To Anyone
- 2014: Crush

EP-k
- 2009: 2NE1
- 2011: 2NE1

### Japán lemezek
Stúdióalbumok
- 2012: Collection
- 2014: Crush (japán változat)

Középlemezek
- 2011: NOLZA

Kislemezek
- 2011: I Am the Best
- 2011: Hate You
- 2011: Ugly
- 2011: Go Away
- 2012: Scream
- 2012: I Love You

## Fordítás
Ez a szócikk részben vagy egészben  a(z)   2NE1 című angol Wikipédia-szócikk fordításán alapul.  Az eredeti cikk szerkesztőit annak laptörténete sorolja fel. Ez a jelzés csupán a megfogalmazás eredetét és a szerzői jogokat jelzi, nem szolgál a cikkben szereplő információk forrásmegjelöléseként.